# Gangan Comics
Gangan (ガンガン, Gangan) é uma marca de mangá da Square Enix Holdings. Ela se originou como uma editora de mangá para a Enix antes da empresa renomear para Square Enix. Publica mangá em várias revistas destinadas a diferentes grupos demográficos de leitores no mercado japonês. Suas revistas abrigam algumas séries populares de mangás que foram adaptadas para séries de anime, como Fullmetal Alchemist, Moribito: Guardian of the Spirit, Nabari no Ou, Inu x Boku SS e Soul Eater. Os quadrinhos são posteriormente coletados em volumes de bolso com nomes de marcas como Gangan Comics (ガンガンコミックス, Gangan Komikkusu), Gangan Comics Joker (ガンガンコミックスJOKER, Gangan Komikkusu Jōkā) e Young Gangan Comics (ヤングガンガンコミックス, Yangu Gangan Komikkusu), que identifica a revista de serialização. Esses nomes de marcas de brochura são formados pela exclusão de qualquer Gekkan (月刊, monthly publication) ou Shōnen (少年, boy) no nome da revista e inserindo Comics (コミックス, Komikkusu) diretamente após a palavra "Gangan".

## Revistas descontinuadas

### Monthly Big Gangan(desde 2010)
Monthly Shōnen Gangan (月刊少年ガンガン, Gekkan Shōnen Gangan) é uma revista mensal de mangás que tem regularmente mais de 600 páginas. Shōnen Gangan foi lançado pela Enix (agora Square Enix) em 1991, para competir com outras revistas como a Monthly Shōnen Magazine, Monthly Shōnen Jump e Shōnen Sunday Super, e é direcionado ao mesmo grupo demográfico masculino jovem ("Shōnen" significa homem jovem) Possui mangá com muita ação e aventura; elementos de ficção científica e fantasia nas histórias são muito comuns. A Square Enix também publica a Gangan YG e a Monthly Gangan Wing.

#### Series
| Mangá | Primeira edição   | Autor                           |
| --- | ----------------- | ------------------------------- |
| Beelzebub-jou no Oki ni Mesu mama. (ベルゼブブ嬢のお気に召すまま。)                                                                                | Julho de 2015     | matoba                          |
| Eiyuu Kyoushitsu (英雄教室) | Setembro de 2016  | Shin Araki, Koara Kishida       |
| Elf to Shuryoushi no Item Koubou (エルフと狩猟士のアイテム工房)                                                                                    | Março de 2018     | Umetaro Aoi                     |
| Final Fantasy: Lost Stranger (ファイナルファンタジー ロスト・ストレンジャー)                                                                       | Julho de 2017     | Itsuki Kukiya Hazuki Minase     |
| Futoku no Guild (不徳のギルド) | Junho de 2017     | Taichi Kawazoe                  |
| Ikitemasu ka? Honda-kun (生きてますか？本田くん)                                                                                                   | Julho de 2016     | Yoshiki Tonogai                 |
| Val × Love (戦×恋（ヴァルラヴ）) | Dezembro de 2015  | Ryosuke Asakura                 |
| Kurenai Ouji (紅心王子) | Abril de 2007     | Souta Kuwahara                  |
| Majo no Geboku to Maou no Tsuno (魔女の下僕と魔王のツノ)                                                                                           | Abril de 2014     | Mochi                           |
| Munou na Nana (無能なナナ) | Maio de 2016      | Looseboy, Iori Furuya           |
| Nagasarete Airantō ([ながされて藍蘭島] Erro: {{japonês}}: o texto tem marcação itálica (ajuda)                                                     | Janeiro de 2002   | Takeshi Fujishiro               |
| Ore no Kanojo ni Nanika Youkai ([俺の彼女に何かようかい] Erro: {{japonês}}: o texto tem marcação itálica (ajuda)                                   | Setembro de 2011  | Karino Takatsu                  |
| Rokushou! (ロクショウ！) ( ロ ク シ ョ ウ ) | Novembro de 2018  | Sakurako Gokurakuin             |
| Slime Tensei. Taikensha ga Youjo Elf ni Dakishimeraretemasu (スライム転生。大賢者が養女エルフに抱きしめられてます贤者转生史莱姆与养女开始全新生活) | Outubro de 2018   | Tsukiyo Rui, Warabimochi Kinako |
| Tabi to Gohan to Shuumatsu Sekai (旅とごはんと終末世界)                                                                                            | Julho de 2018     | Fuminonagi                      |
| Toaru Majutsu no Index (とある魔術の禁書目録) | Abril de 2007     | Kazuma Kamachi, Chuya Kogino    |
| Umeidou Hiyo to Dannasama no Yabou (梅衣堂ひよと旦那様の野望)                                                                                      | Fevereiro de 2016 | Shiwo Komeyama                  |
| Ura Sekai Picnic (裏世界ピクニック) | Fevereiro de 2018 | Iori Miyazawa, Eiz Mizuno       |
| Yoshinozuikara (ヨシノズイカラ) | Novembro de 2018  | Yoshino Satsuki                 |

Manga e série em destaque: 
- 666 Satan (O-Parts Hunter) (Seishi Kishimoto)
- Akuma Jiten (Shinya Suyama)
- B. Ichi (Atsushi Okubo)
- Blade Sangokushi (Ryuunosuke Ichikawa, Taiyou Makabe)
- Blast of Tempest (Kyō Shirodaira, Ren Saizaki)
- Bloody Cross (Yoneyama Shiwo)
- Choko Beast!! (Rin Asano)
- Code Age Archives (Yusuke Naora)
- Corpse Princess (Yoshiichi Akahito)
- Doubt (Yoshiki Tonogai)
- Dragon Quest: Eden no Senshitachi (Kamui Fujiwara)
- Dragon Quest Monsters + (Mine Yoshizaki)
- Dragon Quest Retsuden: Roto no Monshō  (Kamui Fujiwara)
- Final Fantasy Crystal Chronicles: Hatenaki Sora no Mukou ni (Ryunosuke Ichikawa)
- Final Fantasy Type-0 (Takatoshi Shiozawa)
- Final Fantasy Type-0 Gaiden: The Icy Blade of Death (Takatoshi Shiozawa)
- Fullmetal Alchemist (Hiromu Arakawa)
- Guardian Eito (Mine Yoshizaki)
- Guardian of the Spirit (Nahoko Uehashi, Kamui Fujiwara)
- Handa-kun (Satsuki Yoshino)
- Haré+Guu (Jungle wa Itsumo Hare nochi Gū & Hare Guu) (Renjuro Kindaichi)
- Hazama no Uta (Kaishaku)
- Heroman (Stan Lee, Tamon Ōta)
- Jūshin Enbu (Hiromu Arakawa) (originally Gangan Powered)
- Hidamari no Pinyu (Misaki Ogawa)
- Flash! Funny-face Club (Motoei Shinzawa)
- Higurashi no Naku Koro ni: Himatsubushi-hen (Yoshiki Tonogai, Ryukishi07)
- It's a Wonderful World (Shiro Amano)
- Judge (Yoshiki Tonogai)
- Kingdom Hearts (Shiro Amano)
- Kingdom Hearts: Chain of Memories (Shiro Amano)
- Kingdom Hearts 358/2 Days (Shiro Amano)
- Kingdom Hearts II (Shiro Amano)
- Luno (Kei Toume)
- Maboroshi no Daichi (Masomi Kanzaki)
- Mahōjin Guru Guru (Hiroyuki Etou)
- Mamotte Shugogetten (Minene Sakurano)
- Material Puzzle (Masahiro Totsuka)
- Matantei Loki (Sakura Kinoshita)
- Megalomania (Daisuke Hiyama)
- Meteo Emblem (Park Sung-woo)
- Ninpen Manmaru (Mikio Igarashi)
- Onikiri-sama no Hakoiri Musume (Akinobu Uraku)
- Ousama no Mimi Okonomimi (Kei Natsumi)
- Papuwa & Nangoku Shōnen Papuwa-kun (Ami Shibata)
- Peace Maker (Nanae Chrono)
- Phantom Dead or Alive (Michiaki Watanabe)
- Red Raven (Shinta Fujimoto)
- Saga of Queen Knight (Tomohiro Shimomura)
- Shugen Byakuryū Rubikura (Ryūsuke Mita)
- Soul Eater (Atsushi Ōkubo)
- Soul Eater Not! (Atsushi Ōkubo)
- Spiral: Suiri no Kizuna (Eita Mizuno, Kyo Shirodaira)
- Spiral Alive (Eita Mizuno, Kyo Shirodaira)
- Star Ocean: Blue Sphere (Aoi Mizuki)
- Star Ocean: The Second Story (Mayumi Azuma)
- Star Ocean: Till the End of Time (Akira Kanda)
- Straykeys (Tarō Yuzunoki)
- The Comic Artist and Assistants (Hiroyuki)
- Today's Cerberus (Ato Sakurai)
- Tokyo Fantasy Gakuen Yuushaka: Rua no Noel (Kaishaku)
- Tokyo Underground (Akinobu Uraka)
- Totsugeki! Papparatai (Natsuki Matsuzawa)
- Tozasareta Nerugaru (Rumi Aruma)
- Tripeace (Maru Tomoyuki)
- Twin Signal (Sachi Oshimizu)
- UFO Ultramaiden Valkyrie (Kaishaku)
- Umineko no Naku Koro Ni: Episode 07 - Requiem of the Golden Witch (Ryukishi07, Eita Mizuno)
- Vampire Juuji Kai (Yuri Kimura, Kyo Shirodaira)
- Violinist of Hameln (Michiaki Watanabe)
- Watashi no Messiah-sama (Suu Minazuki)
- Z MAN (Hideaki Nishikawa)

### Monthly GFantasy(desde 1993)
Monthly GFantasy (月刊Gファンタジー, Gekkan Jī Fantajī) , também conhecida como Gangan Fantasy, é uma revista japonesa de mangá shōnen publicada pela Square Enix. O mangá tende a ser ambientado em um cenário de fantasia com grandes quantidades de temas sobrenaturais e uma boa quantidade de cenas de ação e/ou horror.
Manga em destaque:
- 10-4 (Hashiba Maki)
- Aoharu × Machinegun (NAOE)
- Black Butler (Yana Toboso) (em andamento)
- Crimson-Shell (Jun Mochizuki)
- Cuticle Detective Inaba (Mochi)
- D-Drops (Seana)
- Daisuke! (Hasu Kikuzuki)
- Dazzle (Minari Endō) (transferido para Monthly Comic Zero Sum em 28 de junho de 2002)
- Devil Survivor 2: The Animation (Makoto Uezu)
- E's (Satoru Yuiga)
- Fire Emblem: Ankoku Ryū to Hikari no Ken (Maki Hakoda)
- Fire Emblem: Gaiden (Maki Hakoda)
- Fire Emblem: Seisen no Keifu (Nattu Fujimori)
- Fire Emblem: Thracia 776 (Yūna Takanagi)
- Gestalt (Yun Kōga)
- Higurashi no Naku Koro ni: Minagoroshi-hen (Hinase Momoyama, Ryukishi07)
- Higurashi no Naku Koro ni: Tatarigoroshi-hen (Jiro Suzuki, Ryukishi07)
- Higurashi no Naku Koro ni: Yoigoshi-hen (Side story) (Mimori, Ryukishi07)
- Horimiya (HERO, Daisuke Hagiwara) (em andamento)
- I, Otaku: Struggle in Akihabara (Sōta-kun no Akihabara Funtōki) (Jiro Suzuki)
- Kamiyomi (Ami Shibata)
- Kimi to Boku (Kiichi Hotta) (em andamento)
- Lammermoor no Shōnen Kiheitai (Nana Natsunishi)
- The Legend of Zelda: A Link to the Past (Ataru Cagiva)
- The Legend of Zelda: Link's Awakening (Ataru Cagiva)
- Mahōka Kōkō no Rettōsei (Fumino Hayashi)
- Monokuro Kitan (Kusu Rinka)
- Nabari no Ou (Yuhki Kamatani)
- Pandora Hearts (Jun Mochizuki)
- Pani Poni (Hekiru Hikawa)
- The Royal Tutor (Higasa Akai) (em andamento)
- Toilet-Bound Hanako-kun (Iro Aida) (em andamento)
- Saiyuki (Kazuya Minekura)
- Switch (naked ape)
- Teiden Shōjo para Hanemushi no Orchestra (Ninomiya Ai)
- Torikago Gakkyuu (Shin Mashiba)
- Yumekui Kenbun (Shin Mashiba)
- Zombie-Loan (Peach-Pit)

### Young Gangan(desde 2004)
Young Gangan (ヤングガンガン, Yangu Gangan) é uma revista japonesa de mangá seinen publicada pela Square Enix duas vezes por mês, na primeira e na terceira sexta-feira. A revista foi publicada pela primeira vez em 3 de dezembro de 2004.
Manga em destaque:
- Amigo x Amiga (Takahiro Seguchi)
- Arakawa Under the Bridge (Hikaru Nakamura) (concluído)
- Astro Fighter Sunred (Makoto Kubota)
- Bamboo Blade (Aguri Igarashi, Masahiro Totsuka) (concluída)
- Bitter Virgin (Kei Kusunoki) (concluída)
- Deus Negro (Sung-Woo Park, Dall-Young Lim) (concluído)
- Darker than Black: Shikkoku no Hana (Yūji Iwahara)
- Dimension W (Yūji Iwahara) (transferida para Monthly Gangan em novembro de 2015)
- Dōsei Recipe (Towa Oshima)
- Donyatsu (Yūsuke Kozaki)
- Drop Kick
- Front Mission Dog Life and Dog Style/Front Mission The Drive (Yasuo Otagaki)
- Fudanshism (Morishige)
- Jardim de Infância de Hanamaru (Yuto) (concluído)
- Hohzuki Island (Sanbe Kei) (concluída)
- Iroha-saka, Agatte Sugu (Yuto)
- Jackals (Kim Byung Jin, Shinya Murata) (concluído)
- Mangaka-san to Assistant-san to (Hiroyuki) (concluído)
- Mangaka-san to Assistant-san to 2 (Hiroyuki) (concluído)
- Manhole (Tsutsui Tetsuya) (concluído)
- Mononoke (Ninagawa Yaeko) (concluído)
- Mouryou no Yurikago (manhua) (Sanbe Kei)
- Nikoichi (Renjuro Kindaichi)
- Rinne no Lagrange - Akatsuki no Memoria (Yoshioka Kimitake)
- Saki (Ritsu Kobayashi) (em andamento)
- Sekirei (Ashika Sakura) (concluído)
- Shishunki no Iron Maiden (Watanabe Shizumu) (em andamento)
- Space ☆Dandy (Masafumi Harada), (Park Sung-woo), (RED ICE)
- Sumomomo Momomo (Shinobu Ohtaka) (concluído)
- The iDOLM@STER Cinderella Girls Ensemble!, Sadoru Chiba e Haruki Kashiba (em andamento)
- Übel Blatt (Etorouji Shiono)
- Übel Blatt Gaiden (Etorouji Shiono)
- Umeboshi (Maya Koikeda)
- Until Death Do Us Part (DOUBLE-S, Hiroshi Takashige) (concluído)
- Violinist de Hameln: Shchelkunchik (Michiaki Watanabe) (concluído)
- Working!! (Karino Takatsu)
- Kiba no Tabishounin (Park Joong-Gi), (Nanatsuki Kyouchi)

### Gangan Online(desde 2008)
Gangan Online (ガンガンオンライン, Gangan Onrain) é uma revista gratuita de mangá e light novels via web e smartphone, publicado e atualizado pela Square Enix. A revista online foi ativada em 2 de outubro de 2008.
Manga em destaque:
- Adachi to Shimamura (Mani) (adaptação do mangá iniciada em 2016)
- Ai wa Noroi no Nihon Ningyou (Kiki Suihei)
- Alba Rose no Neko (KARASU)
- Asao-san to Kurata-kun (Hero)
- Amanonadeshiko (Haruka Ogataya)
- Aphorism (Karuna Kujo) (originalmente Gangan Wing)
- Barakamon (Satsuki Yoshino) (em andamento)
- Buyuuden Kita Kita (Hiroyuki Etou)
- Chokotto Hime (Ayami Kazama) (originalmente Gangan Wing)
- Cyoku! (Nico Tanigawa)
- Daily Lives of High School Boys (Yamauchi Yasunobu) (concluído)
- Day Break Illusion (Kōki Katō) (completado)
- En Passant (Taro Yuzunoki)
- Esoragoto (usi)
- Hayachine! (Aiko Fukumorita) (concluída)
- Hori-san to Miyamura-kun Omake (HERO) (em andamento)
- Hyakuen! (Ema Tōyama)
- Life is Money (autor Asaniji Teru, artista Yaguraba Tekka)
- Karasu-tengu Ujyu (Iwanosuke Neguragi)
- Kitakubu Katsudō Kiroku (Kuroha)
- Kyou mo Machiwabite (Ichi Saeki)
- Kyousou no Simulacra (Hideaki Yoshimura)
- Nozaki-kun mensal das meninas (Izumi Tsubaki) (em andamento)
- The Morose Mononokean (Kiri Wazawa) (em andamento)
- WataMote (Nico Tanigawa) (em andamento)
- Oji-chan Yuusha (Tarou Sakamoto)
- Pochi Gunsō (Mao Momiji, Akira)
- Princess of Mana (Seiken Densetsu: Princess of Mana) (Satsuki Yoshino) (originalmente Gangan Powered) (concluída)
- Ryuushika Ryuushika (Yoshitoshi ABe)
- Seitokai no Wotanoshimi. (Marumikan)
- Sengoku Sukuna (Nekotama.)
- Shikisou (Akira Kanda)
- Shougakusei Host Pochi (Saori)
- Sougiya Riddle (Akai Higasa.)
- Suppose a Kid From the Last Dungeon Boonies Moved to a Starter Town (em andamento)
- The iDOLM@STER Cinderella Girls Shuffle!!, Kouka Mijin (em andamento)
- Tokyo Innocent (Naru Narumi) (originalmente Gangan Wing)
- Wa! (Akira Kojima)
- RealPG (Yuki Domoto)

Light Novels em destaque:

### Gangan Joker(desde 2009)
Monthly Gangan Joker (月刊ガンガンJOKER, Gekkan Gangan Joker)  é uma revista japonesa de mangá shōnen, lançada pela Square Enix em 22 de abril de 2009.
Manga em destaque:
- Akame ga Kill! (Takahiro, Tetsuya Tashiro) (concluído)
- Book Girl and the Suicidal Mime (Rito Kōsaka) (originalmente Gangan Powered)
- Book Girl and the Famished Spirit (Rito Kōsaka)
- Bottom-tier Character Tomozaki (Eight Chida)
- Corpse Party: Blood Covered (Team Guriguri, adaptada por Toshimi Shinomiya) (originalmente Gangan Powered)
- Damekko Kissa Dear (Ryōta Yuzuki)
- Dusk Maiden of Amnesia (Talvez) (concluída)
- Eighth (Izumi Kawachi)
- Grimgar de Fantasia e Ash (Mutsumi Okubashi)
- Gugure! Kokkuri-san (Midori Endō) (concluído)
- Happy Sugar Life (Tomiyaki Kagisori)
- Himawari (Blank-Note, adaptado por Daisuke Hiyama)
- Inu x Boku SS (Cocoa Fujiwara) (concluído)
- Kakegurui - Compulsive Gambler (Tōru Naomura, Homura Kawamoto) (em andamento)
- As Memórias de Vanitas (Jun Mochizuki) (em andamento)
- Love x Rob x Stockholm (Hiroki Haruse)
- Manabiya (Akira Kojima)
- My Bride Is a Mermaid (Tahiko Kimura) (originalmente Gangan Wing) (concluída)
- Natsu no Arashi! (Jin Kobayashi) (originalmente Gangan Wing) (concluído)
- NEET Princess Terrass (Tomohiro Shimomura)
- One Week Friends (Matcha Hazuki)
- Ore no Kanojo to Osananajimi ga Shuraba Sugiru ( Nanasuke)
- Prunus Girl
- rail aile bleue (Kazuyoshi Karasawa)
- Satsui no Senki (Kobayashi Daiki)
- Sengoku Strays (Shingo Nanami) (originalmente Gangan Wing)
- Shinigami-sama no Saigo no Onegai wo (YAMAGUCHI Mikoto)
- Shitsurakuen (Tōru Naomura) (concluído)
- The iDOLM@STER Cinderella Girls New Generations, namo (em andamento)
- Today's Great Satan II (Yūichi Hiiragi)
- Umineko no Naku Koro ni (Kei Natsumi, Ryukishi07) (Originalmente Gangan Powered)
- Watashi no Tomodachi ga Motenai no wa dō Kangaetemo Omaera na Warui. (Nico Tanigawa)
- Yandere Kanojo (Shinobi)

### Monthly Big Gangan(desde 2010)
Monthly Big Gangan é uma publicação de demografia seinen na marca Gangan da Square Enix.
Mangás em destaque:
- ACCA: 13-ku Kansatsu-ka (Ono Natsume) (concluído)
- Akame ga Kill! Zero (Toru Kei) (artista) (Takahiro) (escritor) (completado)
- Bamboo Blade C (Takao Jingu) (artista) (Totsuka Masahiro) (escritor) (completado)
- Candy Pop Nightmare (Hikawa Hekiru) (terminado)
- Dimension W (Yūji Iwahara) (alternada de Monthly Gangan em novembro de 2015) (concluída)
- Ginsai no Kawa (Kurata Uso) (artista) (Kayashima Nozomi) (escritor) (completado)
- Goblin Slayer (Kurose Kousuke) (artista) (Kagyuu Kumo) (escritor) (em andamento)
- High Score Girl (Rensuke Oshikiri) (concluído)
- Kusuriya no Hitorigoto (Nekokurage) (artista) (Natsu Hyūga) e (Ikki Nanao) (escritores) (em andamento)
- Magical Girl Spec-Ops Asuka (Seigo Tokiya) (artista) (Makoto Fukami) (escritor) (em andamento)
- Songuri! (Fujisaki Yuu) (concluído))
- Tohyo Game: One Black Ballot to You (Tatsuhiko) (artista) (G.O. e Chihiro) (escritor) (completado)
- Übel Blatt (Etorouji Shiono) (concluído)

### Manga UP!(desde 2018)
Como Gangan Online, Manga UP! é um aplicativo e site de mangá que serializa muitos mix populares de mídia, com adaptações de mangás de romances publicados exclusivamente no serviço.
- The Misfit of Demon King Academy
- Wandering Witch: The Journey of Elaina

### Gangan Powered(2001-2009)
Gangan Powered (ガンガンパワード, Gangan Pawādo)  foi uma revista japonesa de mangá shōnen/seinen publicada pela Square Enix. O último lançamento da revista foi com a edição de abril de 2009 vendida em 21 de fevereiro de 2009, e foi posteriormente substituída por Gangan Joker.
- Blan no Shokutaku ~Bloody Dining~ (Tsubasa Hazuki, Shogo Mukai) (concluída)
- Garota do Livro e o Mimo Suicida (Miho Takeoka)
- Final Fantasy XII (Gin Amou)
- Jūshin Enbu (Hiromu Arakawa)
- HEAVEN (Aoi Nanase) (concluído)
- Higurashi no Naku Koro ni: Onikakushi-hen (concluído), Tsumihoroboshi-hen (concluído) e Matsuribayashi-hen (Karin Suzuragi, Ryukishi07)
- He is My Master (Asu Tsubaki, Mattsu)
- Kimi to Boku (Kiichi Hotta)
- Nusunde Ri-Ri-Su (Thinker)
- Princess of Mana (Seiken Densetsu: Princess of Mana) (Satsuki Yoshino)
- Shining Tears (Akira Kanda) (concluída)
- Superior (Ichtys)
- Umineko no Naku Koro ni (Kei Natsumi, Ryukishi07)

### Monthly Gangan Wing(1996-2009)
Monthly Gangan Wing (月刊ガンガンWING, Gekkan Gangan Wing) foi uma revista japonesa de mangá shōnen publicada pela Square Enix. O último lançamento da revista foi com a edição de maio de 2009, vendida em 21 de março de 2009, e foi posteriormente substituída por Gangan Joker.
- Alice on Deadlines (Shiro Ihara)
- Brothers (Yoshiki Naruse)
- Aphorism (Karuna Kujo)
- Ark (Nea Fuyuki)
- dear (Cocoa Fujiwara)
- Chokotto Hime (Ayami Kazama)
- Enchanter (Izumi Kawachi)
- Fire Emblem Hikari wo Tsugumono (Nea Fuyuki)
- Higurashi no Naku Koro ni: Watanagashi-hen e Meakashi-hen (Yutori Hōjō, Ryukishi07)
- Ignite (Sasa Hiiro)
- Kon Jirushi (Toyotaro Kon)
- Mahoraba (Akira Kojima)
- Majipikoru (Kanoto Kinatsu)
- My Bride is a Mermaid (Tahiko Kimura)
- Natsu no Arashi! (Jin Kobayashi)
- NecromanciA (Hamashin)
- Otoshite Appli Girl (Kako Mochizuki)
- Sai Drill (Izumi Kawachi)
- Sengoku Strays (Shingo Nanami)
- Shyo Shyo Rika (Takumi Uesugi)
- Stamp Dead (Kanoto Kinatsu)
- Tales of Eternia (Yoko Koike) (concluído)
- Tenshou Yaoyorozu (Kanoto Kinatsu)
- Tokyo Innocent (Naru Narumi)
- Vampire Savior: Tamashii no Mayoigo (Mayumi Azuma) (concluído)
- Warasibe (Satoru Matsuba)
- Watashi no Messiah-sama (Suu Minazuki)
- Watashi no Ookami-san (Cocoa Fujiwara)